# San Gervasio de Cassolas

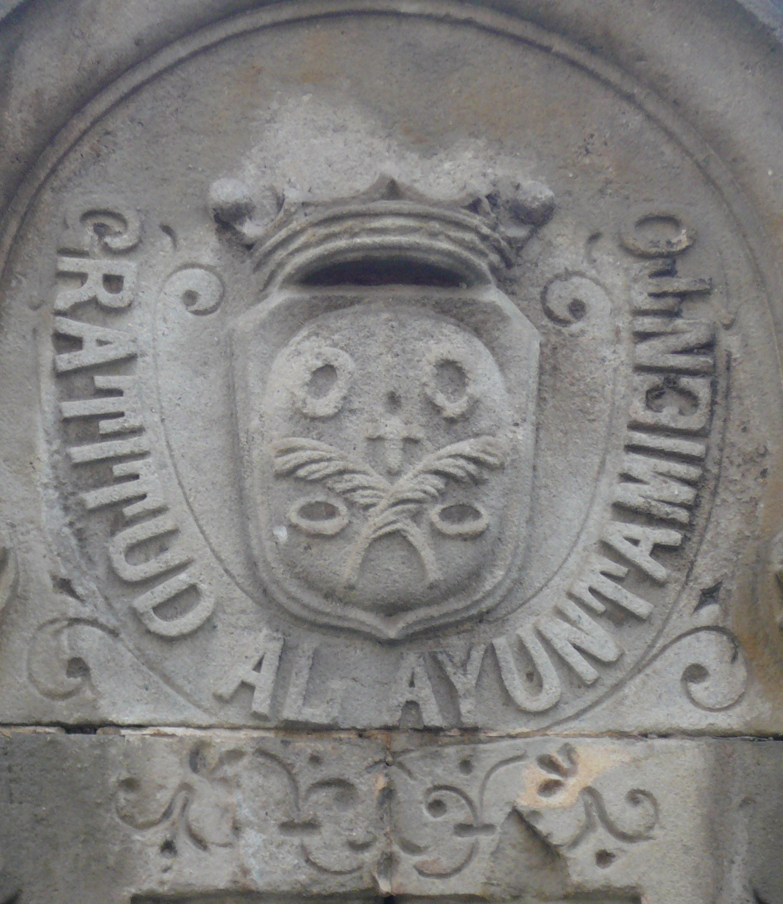
Escudo de San Gervasio perteneciente a la fuente de la plaza de Molina. Este escudo, con las palmas del martirio de San Gervasio y San Protasio y cuatro cazuelas, fue utilizado hasta 1854, cuando se substituyó por uno que tenía casas solas y no cazuelas.

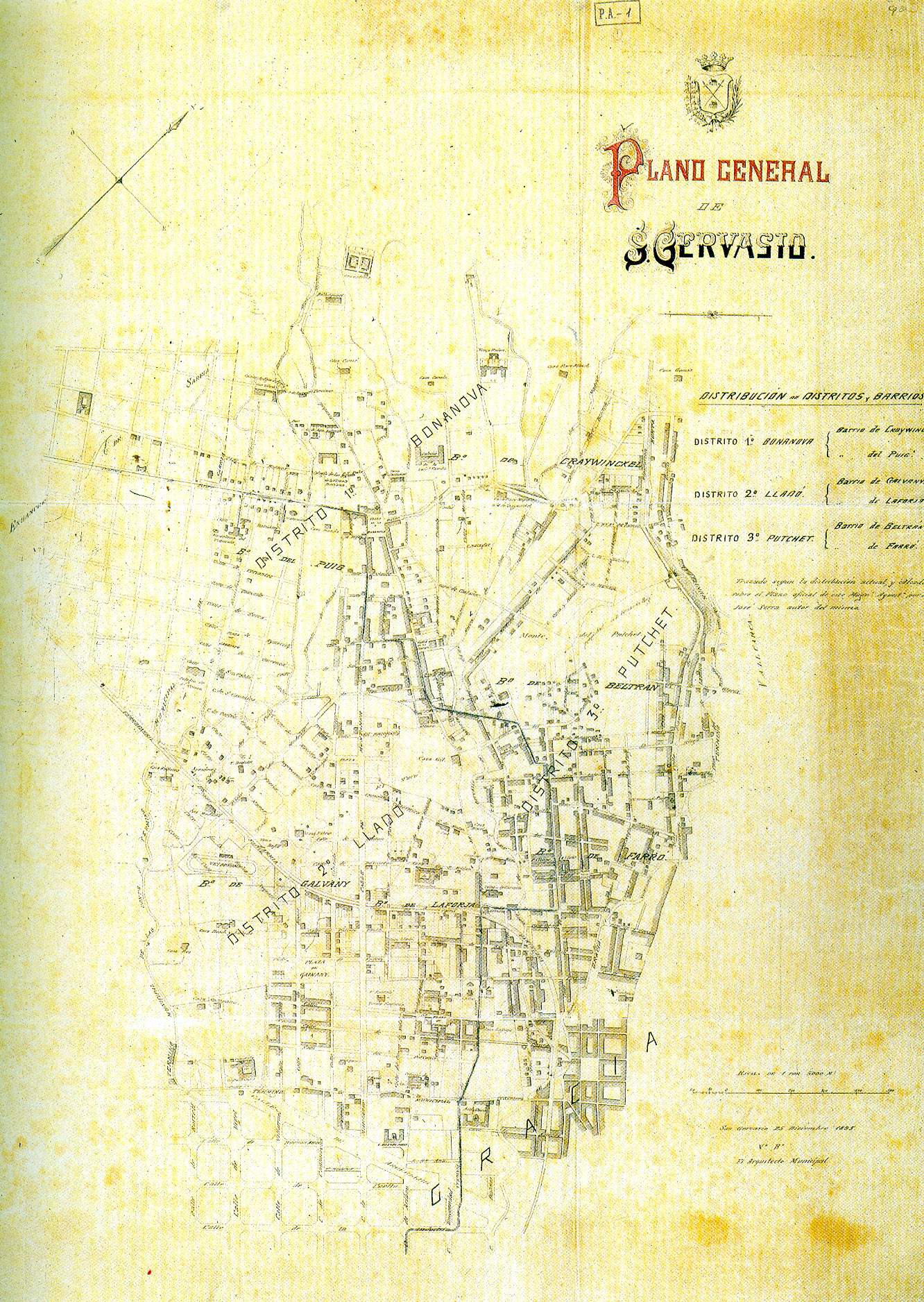
Plano de San Gervasio (1895).

El antiguo municipio de San Gervasio de Cassolas (en catalán, Sant Gervasi de Cassoles), anexionado a Barcelona en 1897, se extendía por una buena parte del antiguo distrito III de Barcelona, al noroeste de la ciudad, entre los municipios, antes también independientes, de Sarrià, Les Corts de Sarrià, Gracia y Horta.
Actualmente el antiguo núcleo de San Gervasio de Cassolas se encuentra dividido en dos barrios del distrito de Sarriá-San Gervasio llamados: Sant Gervasi-La Bonanova y Sant Gervasi-Galvany. La parte más antigua y central de San Gervasio de Cassolas se encuentra en el barrio de Sant Gervasi - la Bonanova, en el sector de San Gervasio de este barrio, y en Sant Gervasi-Galvany se encuentra la parte más baja del antiguo municipio.
El nombre de San Gervasio corresponde a la advocación de una primitiva capilla rural o iglesia, nombrada ya en 987 (en realidad la advocación era a los santos Gervasio y Protasio, mellizos mártires). El origen de Cassoles es más incierto, pudiendo proceder:
- De un derivado de "casas aisladas" sumado a "solas" (el fogatge —impuesto directo creado por Pedro IV de Aragón— de 1359 nos habla de solo siete casas). Así, se trataría de una contracción casas aisladas + solas: cassolas.

- De la posible existencia de unas tejerías que hacían cazuelas.

- De casules (casas pequeñas, que fueron nombradas como cassolas por el rector Gaietà Llaró, al contestar en 1789 al cuestionario que hizo Francisco de Zamora).

En 1789 la mayoría de las casas eran masías aisladas rodeadas de bosques, campos y vides; los cultivos eran principalmente de secano y había seis parejas de bueyes para labrar la tierra; las explotaciones principales eran de trigo, cebada y mijo.
La capilla de los Santos Gervasio y Protasio ha mantenido su emplazamiento original (donde está la iglesia de la Bonanova), y hasta el siglo XVIII la advocación principal, ya que se añadió un altar con una imagen de la Mare de Déu dels Afortunats o de la Bonanova, que desplazó el culto a los santos mellizos.
Alrededor de la iglesia y del camino que desembocaba en la misma (actual calle de San Gervasio de Cassolas) se formó el primitivo núcleo del pueblo.

## Demografía
| Gráfica de evolución demográfica de San Gervasio de Cassolas entre 1842 y 1887 |
| |
| Población de derecho según los censos de población del INE. Población de hecho según los censos de población del INE.Entre el censo de 1897 y el anterior, este municipio desaparece porque se integra en el municipio Barcelona. |